# タマズ・ナムガラウリ
タマズ・ダヴィドヴィッチ・ナムガラウリ（Tamaz Davidovich Namgalauri  1957年9月25日- 1991年10月25日）は、ソ連のグルジア・トビリシ出身の柔道家。階級は71 kg級。身長170 cm。

## 人物
1979年にプレオリンピックで3位になると、世界選手権では準決勝で香月清人に内股すかしの技ありで敗れるも3位となった。しかし、モスクワオリンピックでは2回戦で敗れてメダルを獲得できなかった。その後、1983年の世界選手権では3回戦で中西英敏に小内刈の技ありで敗れるが、敗者復活戦を勝ち上がり3位となった。
1984年のロサンゼルスオリンピックはソ連がボイコットしたために出場できなかったが、その実質的な対抗大会としてワルシャワで開催されたフレンドシップ・ゲームズには出場して2位となった。帯取返（ハバレリ）を得意技にしていた。1991年に34歳で死去した。

## 主な戦績
- 1977年 - ソ連国際　3位
- 1978年 - ブルガリア国際　優勝
- 1979年 - プレオリンピック　3位
- 1979年 - 世界選手権　3位
- 1980年 - ソ連国際　優勝
- 1982年 - ソ連国際　2位
- 1982年 - チェコ国際　3位
- 1983年 - 世界選手権　3位
- 1984年 - ソ連国際　3位
- 1984年 - チェコ国際　3位
- 1984年 - ヨーロッパ選手権　優勝
- 1984年 - フレンドシップ・ゲームズ　2位
- 1985年 - ヨーロッパ選手権　優勝
- 1987年 - ポーランド国際　優勝